# フォートワース日本庭園

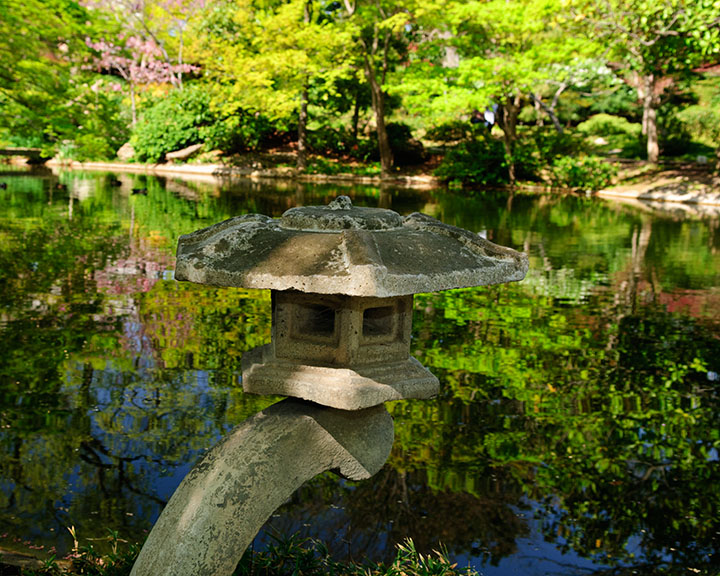
園内の石灯篭

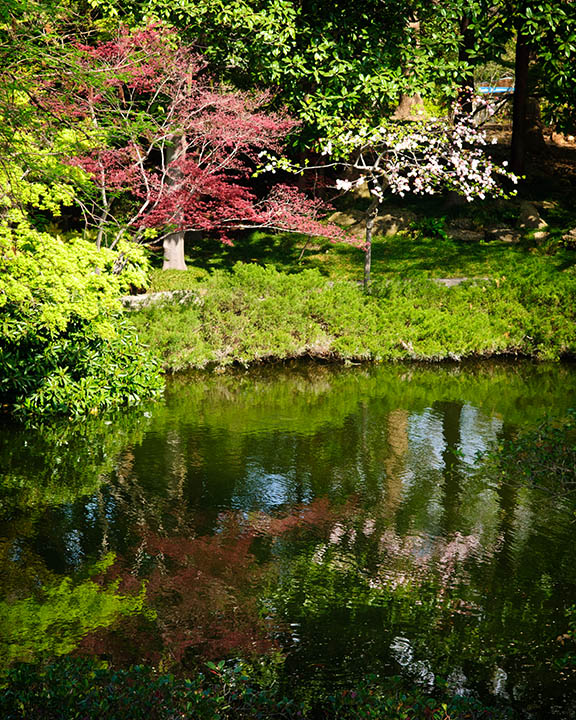
水面に花が映る池

フォートワース日本庭園 (Fort Worth Japanese Garden) は、アメリカ合衆国テキサス州フォートワースのフォートワース植物園にある7.5-エーカー (3.0 ha)の日本庭園。1973年、フォートワースの姉妹都市である新潟県長岡市から多くの植物や建設資材などの寄贈を受けて造成された。枯山水、月見展望台、滝、桜、モミジ、仏塔、そして3つの池で飼育する数百ものニシキゴイおよび自動給餌機などがある。年に2回、春と秋に日本祭りが開催され、日本の芸術や文化が紹介される。
フォートワース日本庭園のシニア・ガーデナーであるスコット・ブルックスは以下のように記した。
当初フォートワース日本庭園はテキサス州北部だけでなく全米の多くの個人、企業、団体から寄付された材料で造成された。1990年代、フォートワースの姉妹都市である新潟県長岡市が本格的な神輿をフォートワースに寄贈し、園内の境内に所蔵されている。複数の松や桜の樹木も同様に寄贈された。1997年、長岡市の造園建築家の鈴木重壱が園内の枯山水様式の設計を寄贈した。2000年に完成し「スズキ・ガーデン」と呼ばれるようになった。
この日本庭園はトリニティ川のクリア・フォーク分岐点の氾濫原に向かって開く、元々窪んだ断崖であった小さな流域に建てられた。採石場として拡大し、牛の水飲み場、ゴミ捨て場などで使われた他、不法侵入者が居住していたこともあった。その後この隔絶された谷は回遊式庭園へと姿を変えた。
築山に囲まれたシステム化された池、縦横無尽に敷かれた小道、展示施設、橋、デッキなどがある。来訪者は時間や季節によって常に変化し続ける風景を堪能できる。
1600年から1868年の江戸時代の回遊式庭園にならって造成され、フォートワース日本庭園は日本庭園の複数の様式を集約したものとなっている。丘と池からなる築山林泉庭園、枯山水、茶室の庭園である露地、塀で囲まれた坪庭などがある。さらに古来より日本庭園に関連する建造物も設置されており、寺院、離宮、大名屋敷、裕福な商人の所有していたような長屋の庭などがある。
神社の本殿を模した「パビリオン」と名づけられた展示施設など、従来の日本庭園の常識とは異なる部分もある。支柱の上に建てられ、切妻屋根には千木が設置されている。複数の長岡市民から寄贈された神輿の他、陰陽のシンボルである太極図、インドシナの仏像、「見ざる、言わざる、聞かざる」の三猿があることがフォートワース日本庭園の特徴ともなっている。
以前は「瞑想の庭」と呼ばれていた枯山水は、京都の龍安寺の方丈庭園を模したもので、古風な15の岩のある平庭となっている。独特な特徴として、日本式の屋根付橋を想起させる高く囲まれた縁側がある。平庭を囲み、どこからでも眺められるようになっている。そしてほとんど植物を配置していない。15の岩は砂紋および火山礫で取り囲まれている。岩の表面に生えている樹枝状地衣がほぼ唯一の植物である。このシンプルな施設は禅の美学を表現している。
日本庭園の月見展望台は銀閣寺の砂盛りである向月台を改訂して設置したものである。円錐上部の平面に上がり周囲を見渡すことができる。円錐上部には日本庭園には珍しく太極図が描かれており、中国由来の宇宙観を表現しているとされるが、韓国文化との関連や、アメリカ視点による東洋の神秘を表現しているという解釈もある。月見展望台の近くに窪みがあり、イベント会場として年2回の日本祭り、結婚式などで使用されている。
2つの枯山水は山から流れる河川を表現している。うち1つは隣接する「パビリオン」から始まり、岩が並び曲がりくねった水路から小さな湖または海に流れ込む様子を表現している。砂利で水を表現し、場所によって様々な高さから眺めることができる。もう1つは月見展望台の近くにある。前者と同様、岩山を模した複数の岩から始まる。敷石でできた川は階段状の岩が並んだ水路に沿って下り、その後、芝土の盛り土に入る。川が渓谷に下るように、大きな岩の間で見えなくなる。このように伝統的な枯山水から逸脱することで、アメリカ独自の名所となるよう意図している。ロッキー山脈を水源とするコロラド川が高台を流れグランド・キャニオンの深みに流れ落ちる様子を表現している。